# Grand Terre
Grand Terre (auch: South Island, Main Island, Île Grande Terre, dt.: „Insel Großes Land“) ist eine Insel der Republik der Seychellen im Atoll Aldabra. Grand Terre ist flächenmäßig die größte Insel des Atolls.

## Geographie
Die Insel umfasst den kompletten Südrand des Atolls mit dem Südwesten und einer größeren Fläche im äußersten Osten des Atolls. Pointe aux Vacoas ist der südlichste Punkt des Atolls und Hodoul Point der östlichste.
Von den Inseln Picard im Nordwesten und den dazwischen liegenden kleinen Inseln Ilot Parc, Ilot Emili, Ilot Yangue, Ilot Dubois, Ile Magnan, Ile Lanier u. a. ist die Insel durch den Passe Grabeau und weitere kleine Kanäle getrennt. Im Norden trennt der East Channel (Passe Houareau) die Insel von Malabar (Middle Island), welches sich im nördlichen Riffarm nach Westen erstreckt. Weitere Inseln in der Lagune in unmittelbarer Nachbarschaft sind Squacco Island mit Grey Rock, Ile aux Cendres, Île aux Aigrettes, Coconut Islet (Ile Michel), Euphrates Islet und Ile Moustiques. Die Riffkrone ist teilweise über 2 km breit. Vor allem die Ufer im Innern der Lagune sind stark durch Riffe und Mangroven gegliedert. Teile der Lagune fallen bei Niedrigwasser trocken.

## Welterbe
1982 wurde Aldabra von der UNESCO zum Weltnaturerbe erklärt. Berühmt sind vor allem die Aldabra-Riesenschildkröten (Aldabrachelys gigantea). Auf dem Aldabra-Atoll wurden 97 Vogelarten bestimmt, darunter neben vielen Seevögeln auch 13 Landvogelarten wie die Weißkehlralle (Dryolimnas cuvieri aldabranus), der Malegassen-Nektarvogel (Cinnyris sovimanga), der endemische Aldabradrongo (Dicrurus aldabranus) und der Seychellenweber (Foudia sechellarum), sowie bis zu seinem Aussterben der endemische Aldabrabuschsänger (Nesillas aldabranus). Auch der selten gewordene Dickschnabelreiher brütet hier. Die Aldabra-Schnecke war seit 1997 verschollen, wurde jedoch 2014 bei einer Bestandsaufnahme wiedergefunden. Aldabra ist bis auf wenige Menschen, die zum Schutze des Atolls dort leben, unbewohnt.
Es ist möglich, von vorbeifahrenden Kreuzfahrtschiffen aus Tagesausflüge zu unternehmen. Außerdem bieten einige wenige Seychellen-Spezialanbieter Kabinen- und Vollcharters von der Hauptinsel der Seychellen, Mahé, nach Aldabra an.